# Ochyrocera coerulea
Ochyrocera coerulea is een spinnensoort uit de familie Ochyroceratidae. De soort komt voor in Brazilië.